# 능형동물

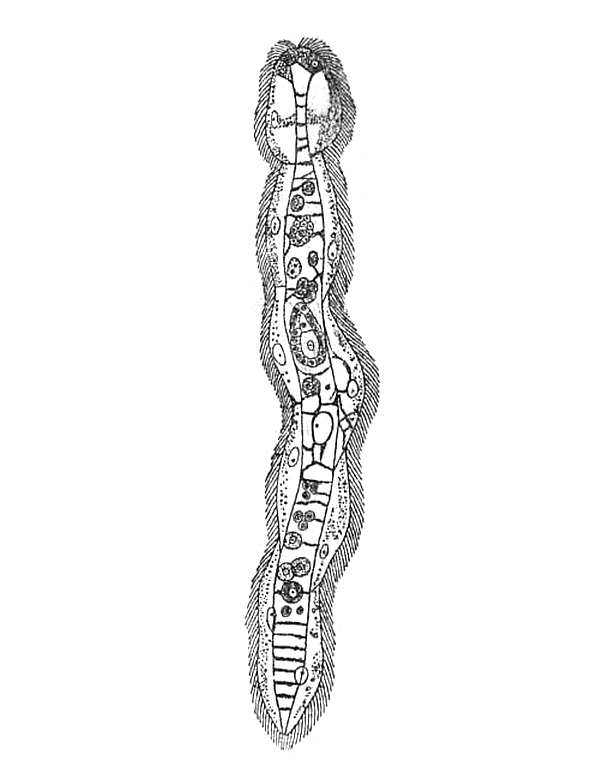

능형동물(Rhombozoa, Dicyemida)은 좌우대칭의 형태를 지닌 동물로 직유동물과 함께 중생동물로 분류되기도 한다.

## 특징
능형동물의 이배충은 3mm 정도에 이르는 큰 것으로서, 오징어·낙지·문어 등의 신낭(腎囊) 속에 기생하는 벌레 모양의 동물이다. 이배충의 축세포 안에는 무성생식의 출아에 의하여 많은 세포가 만들어지는데, 이것이 무성 배우자(배)가 되어 분열, 성장하므로, 결국 어미의 몸 속에는 갖가지 발육 단계의 유충들이 있게 된다. 이 지렁이 모양의 연충형 유충들은 어미 벌레의 몸 벽을 뚫고 나와 숙주의 신낭 속에 들어가서 무성충(無性蟲)으로 발달한다. 그러다가 어느 시기에 이르면 무성충은 체피 세포에 영양을 축적하여 비대해지며, 생리적 변화에 의해 마름모꼴의 무성충이 된다. 이 벌레의 축세포 속에는 다시 세포의 덩어리가 나타나며, 그 표면으로부터 세포는 하나씩 떨어진다. 떨어진 세포는 다시 분열을 계속하여 물방울 모양의 유충이 되며, 이것은 다시 성숙하므로 벌레의 몸 속에 무성충이 생기거나 그 후에 마름모꼴의 무성충으로 자란다. 이배충이라는 말은 연충형(지렁이 모양)과 적충형(물방울 모양)의 두 종류 유충이 나타난 데서 유래한 것이다.

## 하위 분류
- 이배충목 (Dicyemida)
  - Dicyemidae
  - Kantharellidae
- 이형배충목 (Heterocyemida)
  - Conocyemidae